# Tune.pk
Tune.pk – pakistański serwis internetowy umożliwiający udostępnianie i oglądanie treści wideo, należący do przedsiębiorstwa Integrated Units Pvt. Ltd.
Pierwsza wersja strony została uruchomiona 1 października 2007, a serwis w obecnym kształcie powstał w 2012 roku.
W ciągu miesiąca portal generuje blisko milion odsłon (stan na 2020 rok). W rankingu Alexa był notowany globalnie na miejscu: 4534 (maj 2018), w Pakistanie: 124 (maj 2018).